# Розенкройцер
Розенкройцер най-общо е последовател на митичния персонаж Християн Розенкройц, живял предимно през 15 век, като условно може да се приеме за член на розенкройцерски орден. Розенкройцерството е мистерийно учение (посветителско), изградено на основата на християнството, както подсказва самото име на основателя му. Розата и кръстът (Розенкройц) също символизират това – самият човек, поставен в хоризонталната плоскост на жизнената действителност, но с отворена роза в сърцето си, чрез която възприема вертикалния лъч на Христос и се стреми към Него.
В Ренесанса розенкройцерът се е смятал за висш окултист, който пази своите знания и умения в тайна и би се открил само и единствено на избран от него ученик. Това се дължи както на съдържанието на розенкройцерските манифести с анонимно авторство от началото на 17 век („Fama fraternitatis“ и „Confesio Fraternitatis“), така и на факта, че след публикацията на тези произведения безчет европейци са пожелали да бъдат приети в редиците на розенкройцерското братство, но не са знаели към кого да се обърнат за целта. Благодарение на това през последващите години и векове са били създадени различни движения, присвоили си етикета „розенкройцери“, но развиващи разнообразни дейности, според собственото им разбиране и нямащи жива връзка с автентичните братя, продължители на делото на Християн Розенкройц.
И днес съществуват общности, които по един или друг начин използват подобно обозначение, като най-популярните и разпространени от тях са АМОРК (Ancient Mystical Order Rosae Crucis), Розенкройцерското дружество (Rosicrucian Fellowship) и Лекториум Розикруцианум (или Интернационална Школа на Златния Розенкройц).
АМОРК (Ancient Mystical Order Rosae Crucis), основан от Харви Спесър Люис, функционира на принципа на ложите, с което се доближава до масонството и ангажира членовете си с изучаване на материали, свързани с метафизика, философия, мистицизъм, парапсихология и др. Самият орден твърди, че основите ми са още в древните египетски мистерии.
Розенркойцерското дружество (Rosicrucian fellowship), основано от Макс Хайндл, изповядва една окултно-християнска мистика, със специално внимание към навлизането в Ерата на Водолея, като се уповава и на теософията на Елена Блаватска.
Интернационалната Школа на Златния Розенкорйц, основана от Ян ван Райкенборг, е съвременна гностична организация, продължаваща традицията на мистерийните школи и делото на богомилите и катарите в освободителния път на човечеството.